# Fahrstraßenbildezeit
Die Fahrstraßenbildezeit beschreibt im Eisenbahnwesen die Zeit vom Stellauftrag einer Fahrstraße bis zur Fahrtstellung des Startsignals. Sie ist Bestandteil der Sperrzeit.
Sie ist neben den für die Bildung der Fahrstraße notwendigen Bedienhandlungen durch den Fahrdienstleiter auch durch die technischen Reaktionszeiten abhängig. Mechanische Stellwerke verfügen – in Abhängigkeit von den örtlich notwendigen Bedienungen – mit  30 bis 120 Sekunden über die längsten Fahrstraßenbildezeiten. Bei elektromechanischen Stellwerken liegt sie aufgrund der geringeren Ausdehnung der Hebelwerke bei etwa 12 bis 90 Sekunden. Innerhalb deutlich kürzerer Zeit bilden sich die Fahrstraßen bei Relaisstellwerken. Maßgeblich hängt sie nur noch von der Umlaufzeit der Weichen ab, weshalb auch bei elektronischen Stellwerken die Fahrstraßenbildezeit mit Relaisstellwerken vergleichbar ist. Nach circa sechs bis 18 Sekunden ist die Fahrstraße dort festgelegt. Um die Fahrstraßenbildezeiten bei Relais- und elektronischen Stellwerken möglichst kurz zu halten, ist eine ausreichende Weichenstromversorgung zu dimensionieren. Ist die Stromversorgung zu schwach dimensioniert oder sind die Weichenantriebe dort in ungünstigen Gruppen angeschlossen, müssen die Weichen vermehrt zeitlich versetzt umlaufen, was die Fahrstraßenbildezeit erhöht.
Da bei modernen Stellwerken die Fahrstraßenbildezeit praktisch nur noch von den Weichen abhängig ist, ist diese in Bahnhöfen in der Regel deutlich größer als bei Blockstellen der freien Strecke. Bei der Trassenkonstruktion muss immer die größtmögliche Fahrstraßenbildezeit angenommen werden.